# Only Revolutions
Only Revolutions è un album della band alternative rock scozzese Biffy Clyro, pubblicato il 9 novembre 2009, con l'etichetta discografica 14th Floor Records. L'album è stato prodotto da Garth Richardson e Biffy Clyro.

## Tracce
1. The Captain
2. That Golden Rule
3. Bubbles
4. God & Satan
5. Born on a Horse
6. Mountains
7. Shock Shock
8. Many of Horror
9. Booooom, Blast & Ruin
10. Cloud of Stink
11. Know Your Quarry
12. Whorses
13. Sky Demon – solo su iTunes

## Formazione

### Gruppo
- Simon Neil - voce e chitarra
- James Johnston - basso e seconda voce
- Ben Johnston - batteria, percussioni e seconda voce

### Altri musicisti
- Josh Homme - chitarra in Bubbles
- Jamie Muhoberac - tastiere, programmazione
- Ben Kaplan - tastiere, programmazione

### Orchestra
- David Campbell - composizione per strumenti a corda, ottoni e legni, direttore d'orchestra
- Joel Derouin - violino
- Roberto Cani - violino
- Julian Hallmark - violino
- Tammy Hatwan - violino
- Gerardo Hilera - violino
- Natalie Leggett - violino
- Alex Orosa - Violin
- Sid Page - violino
- Sara Parkins - violino
- Vladamir Polimatidi - violino
- Philip Vaiman - violino
- John Wittenberg - violino
- Ken Yerke - violino
- Liam Brennan - violino
- Steve Richards - violoncello
- Erika Duke - violoncello
- George Kim Scholes - violoncello
- Rudolph Stein - violoncello
- Rick Baptist - tromba
- Wayne Bergeron - tromba
- Alan Kaplan - trombone
- Steve Holtman - trombone
- Jonathan Sacdalan - clarinetto basso
- Julie Feves - clarinetto basso
- Joe Meyer - corno
- Douglas Tornquist - tuba
- Christian Hughes - Chai Wallah